# Hibiscus volkensii
Hibiscus volkensii är en malvaväxtart som beskrevs av Gürke. Hibiscus volkensii ingår i Hibiskussläktet som ingår i familjen malvaväxter. Inga underarter finns listade i Catalogue of Life.